# Praha, Malá Strana (volební obvod Českého zemského sněmu)
Praha, Malá Strana byl volební obvod, který volil dva poslance Českého zemského sněmu. Zahrnoval pražskou čtvrť Praha III (Malá Strana). V rámci kuriového volebního systému se jednalo o skupinu měst a průmyslových míst. Volební obvod byl zřízen s ustavením voleného sněmu v roce 1861 a definitivně zanikl se vznikem Československa roku 1918.

## Charakteristika obvodu
| Rok           | 1862 | 1865 | 1867 | 1870 | 1872 | 1873  | 1878 | 1883 | 1889  | 1895  | 1901  | 1908  |
| ------------- | ---- | ---- | ---- | ---- | ---- | ----- | ---- | ---- | ----- | ----- | ----- | ----- |
| Počet voličů  | 580  | 607  | 713  | 854  | 889  | 1 021 | 942  | 885  | 1 363 | 1 403 | 1 517 | 1 732 |
| Volební účast | 65,7 | 76,8 | 73,4 | 79,6 | 84,6 | 80,8  | 87,0 | 83,1 | 75,8  | 63,3  | 42,3  | 80,8  |

Volby probíhaly většinovým systémem blokového hlasování, kdy měl každý volič dva hlasy; pokud první dva kandidáti nezískali více než 50 % hlasů, konalo se další kolo hlasování. V historii obvodu se tak stalo pouze dvakrát - v letech 1908 a 1909. Volební právo bylo po celou dobu existence okresu omezené podle daňového cenzu, volit mohli pouze občané daných měst platící alespoň 5 zlatých přímých daní. Volební řád nespecifikoval pohlaví oprávněných voličů, v praxi však úřady k volbám připouštěly pouze muže. Pro příklad omezeného volebního práva je možno uvést situaci ze zemských voleb 1908, kdy mělo volební právo něco přes 8 % občanského obyvatelstva.

## Seznam poslanců
| Volby         | Poslanec | Poslanec           | Strana      | Poslanec       | Poslanec        | Strana      |
| ------------- | -------- | ------------------ | ----------- | -------------- | --------------- | ----------- |
| 1861          |          | Adolf Maria Pinkas | staročeši   |                | Anton Forgách   | nezávislý   |
| 1862 dopl.    |          | Adolf Maria Pinkas | staročeši   | Wenzel Worowka | ústavověrný     |             |
| 1865 dopl.    |          | Eduard Schubert    | ústavověrný | Wenzel Worowka | ústavověrný     |             |
| 1867 (leden)  |          | Josef Dittrich     | staročeši   |                | Karel Seeling   | staročeši   |
| 1867 (březen) |          | Eduard Schubert    | ústavověrný |                | Karl Junek      | ústavověrný |
| 1870          |          | Josef Dittrich     | staročeši   |                | Karel Seeling   | staročeši   |
| 1872          |          | Josef Dittrich     | staročeši   |                | Karel Seeling   | staročeši   |
| 1873 dopl.    |          | Gustav Körber      | ústavověrný |                | Michael Achtner | ústavověrný |
| 1878          |          | Johann Urban       | ústavověrný |                | Max Herget      | ústavověrný |
| 1883          |          | Josef Dittrich     | staročeši   |                | Martin Pokorný  | staročeši   |
| 1889          |          | Josef Dittrich     | staročeši   | Jan Městecký   | staročeši       |             |
| 1895          |          | Ladislav Pinkas    | mladočeši   |                | Otakar Materna  | mladočeši   |
| 1901          |          | Ladislav Pinkas    | mladočeši   | Vladimír Srb   | staročeši       |             |
| 1908          |          | Ladislav Pinkas    | mladočeši   | Luboš Jeřábek  | staročeši       |             |

## Volby

### Volby 1908
| Zemské volby 1908        |                          |                          |             |             |             |            |            |            |
| Kandidát                 | Kandidát                 | Strana                   | První volba | První volba | První volba | Užší volba | Užší volba | Užší volba |
| Kandidát                 | Kandidát                 | Strana                   | Hlasy       | %           | ±%          | Hlasy      | %          | ±%         |
|                          | Luboš Jeřábek            | Staročeši                | 625         | 44,8        |             | 697        | 55,3       |            |
|                          | Ladislav Pinkas          | Mladočeši                | 616         | 44,2        | -49,7       | 736        | 58,4       |            |
|                          | Antonín Matějovský       | Mladočeši                | 576         | 41,3        |             | 695        | 55,2       |            |
|                          | Václav Pfeifer           | Staročeši                | 342         | 24,5        |             | 335        | 26,6       |            |
|                          | Karl Urban               | německý kandidát         | 207         | 14,8        |             |            |            |            |
|                          | Jan Steiner              | německý kandidát         | 203         | 14,6        |             |            |            |            |
|                          | Jan Kamelský             | Národní sociálové        | 61          | 4,4         |             |            |            |            |
|                          | Karel Helbich            | Sociální demokraté       | 42          | 3,0         |             |            |            |            |
|                          | Eduard Šeplavý           | Národní sociálové        | 39          | 2,8         |             |            |            |            |
|                          | Antonín Holub            | Sociální demokraté       | 33          | 2,4         |             |            |            |            |
|                          | roztříštěné hlasy        | roztříštěné hlasy        | 7           | 0,5         |             |            |            |            |
| neplatné a prázdné hlasy | neplatné a prázdné hlasy | neplatné a prázdné hlasy | 4           | 0,3         |             | 8          | 0,6        |            |
| Celkem/účast             | Celkem/účast             | Celkem/účast             | 1 399       | 80,8        | +38,5       | 1 268      | 73,2       |            |
|                          | Staročeši obhájili       | Staročeši obhájili       | ±           |             |             |            |            |            |
|                          | Mladočeši obhájili       | Mladočeši obhájili       | ±           |             |             |            |            |            |

### Volby 1901
| Zemské volby 1901        |                                 |                                 |             |             |             |
| Kandidát                 | Kandidát                        | Strana                          | První volba | První volba | První volba |
| Kandidát                 | Kandidát                        | Strana                          | Hlasy       | %           | ±%          |
|                          | Vladimír Srb                    | Staročeši                       | 617         | 96,4        |             |
|                          | Ladislav Pinkas                 | Mladočeši                       | 601         | 93,9        | +41,9       |
|                          | roztříštěné hlasy               | roztříštěné hlasy               | 26          | 4,1         |             |
| neplatné a prázdné hlasy | neplatné a prázdné hlasy        | neplatné a prázdné hlasy        | 1           | 0,2         |             |
| Celkem/účast             | Celkem/účast                    | Celkem/účast                    | 641         | 42,3        | -21,0       |
|                          | Staročeši získali od mladočechů | Staročeši získali od mladočechů | ±           |             |             |
|                          | Mladočeši obhájili              | Mladočeši obhájili              | ±           |             |             |

### Volby 1895
| Zemské volby 1895        |                                 |                                 |             |             |             |
| Kandidát                 | Kandidát                        | Strana                          | První volba | První volba | První volba |
| Kandidát                 | Kandidát                        | Strana                          | Hlasy       | %           | ±%          |
|                          | Otakar Materna                  | Mladočeši                       | 487         | 55,3        |             |
|                          | Ladislav Pinkas                 | Mladočeši                       | 458         | 52,0        |             |
|                          | Bohumil Eiselt                  | Staročeši                       | 403         | 45,8        |             |
|                          | Jan Městecký                    | Staročeši                       | 385         | 43,8        | -9,6        |
|                          | roztříštěné hlasy               | roztříštěné hlasy               | 18          | 2,0         |             |
| neplatné a prázdné hlasy | neplatné a prázdné hlasy        | neplatné a prázdné hlasy        | 8           | 0,9         |             |
| Celkem/účast             | Celkem/účast                    | Celkem/účast                    | 888         | 63,3        | -12,5       |
|                          | Mladočeši získali od staročechů | Mladočeši získali od staročechů | ±           |             |             |
|                          | Mladočeši získali od staročechů | Mladočeši získali od staročechů | ±           |             |             |

### Volby 1889
| Zemské volby 1889        |                          |                          |             |             |             |            |            |            |
| Kandidát                 | Kandidát                 | Strana                   | První volba | První volba | První volba | Užší volba | Užší volba | Užší volba |
| Kandidát                 | Kandidát                 | Strana                   | Hlasy       | %           | ±%          | Hlasy      | %          | ±%         |
|                          | Jan Městecký             | Staročeši                | 552         | 53,4        |             |            |            |            |
|                          | Josef Dittrich           | Staročeši                | 511         | 49,5        | -14,9       | 453        | 59,6       |            |
|                          | Quido Bělský             | Mladočeši                | 304         | 29,4        |             | 296        | 38,9       |            |
|                          | Alexander Richter        | Němečtí liberálové       | 220         | 21,3        |             |            |            |            |
|                          | Antonín Neumann          | nezávislý                | 219         | 21,2        |             |            |            |            |
|                          | Otto Forchheimer         | Němečtí liberálové       | 217         | 21,0        |             |            |            |            |
|                          | roztříštěné hlasy        | roztříštěné hlasy        | 7           | 0,7         |             | 11         | 1,4        |            |
| neplatné a prázdné hlasy | neplatné a prázdné hlasy | neplatné a prázdné hlasy | 0           | 0,0         |             | 0          | 0,0        |            |
| Celkem/účast             | Celkem/účast             | Celkem/účast             | 1 033       | 75,8        | -7,3        | 760        | 55,8       |            |
|                          | Staročeši obhájili       | Staročeši obhájili       | ±           |             |             |            |            |            |
|                          | Staročeši obhájili       | Staročeši obhájili       | ±           |             |             |            |            |            |

### Volby 1883
| Zemské volby 1883        |                                    |                                    |             |             |             |
| Kandidát                 | Kandidát                           | Strana                             | První volba | První volba | První volba |
| Kandidát                 | Kandidát                           | Strana                             | Hlasy       | %           | ±%          |
|                          | Josef Dittrich                     | Staročeši                          | 473         | 64,4        | +17,6       |
|                          | Martin Pokorný                     | Staročeši                          | 468         | 63,7        |             |
|                          | Franz Zwiefelhofer                 | Ústavověrný                        | 262         | 35,6        |             |
|                          | Franz Ellenberger                  | Ústavověrný                        | 257         | 35,0        |             |
| neplatné a prázdné hlasy | neplatné a prázdné hlasy           | neplatné a prázdné hlasy           | 0           | 0,0         |             |
| Celkem/účast             | Celkem/účast                       | Celkem/účast                       | 735         | 83,1        | -3,9        |
|                          | Staročeši získali od ústavověrných | Staročeši získali od ústavověrných | ±           |             |             |
|                          | Staročeši získali od ústavověrných | Staročeši získali od ústavověrných | ±           |             |             |

### Volby 1878
| Zemské volby 1878        |                          |                          |             |             |             |
| Kandidát                 | Kandidát                 | Strana                   | První volba | První volba | První volba |
| Kandidát                 | Kandidát                 | Strana                   | Hlasy       | %           | ±%          |
|                          | Max Herget               | Ústavověrný              | 433         | 52,8        |             |
|                          | Johann Urban             | Ústavověrný              | 432         | 52,7        |             |
|                          | Josef Dittrich           | Staročeši                | 383         | 46,8        | +0,1        |
|                          | Karel Seeling            | Staročeši                | 380         | 46,3        |             |
| neplatné a prázdné hlasy | neplatné a prázdné hlasy | neplatné a prázdné hlasy | 0           | 0,0         |             |
| Celkem/účast             | Celkem/účast             | Celkem/účast             | 820         | 87,0        | +6,2        |
|                          | Ústavověrní obhájili     | Ústavověrní obhájili     | ±           |             |             |
|                          | Ústavověrní obhájili     | Ústavověrní obhájili     | ±           |             |             |

### Doplňovací volby 1873
| Doplňovací zemské volby 1873 |                                   |                                   |             |             |             |
| Kandidát                     | Kandidát                          | Strana                            | První volba | První volba | První volba |
| Kandidát                     | Kandidát                          | Strana                            | Hlasy       | %           | ±%          |
|                              | Michael Achtner                   | Ústavověrný                       | 425         | 51,5        | +9,4        |
|                              | Gustav Körber                     | Ústavověrný                       | 422         | 51,2        |             |
|                              | Karel Seeling                     | Staročeši                         | 392         | 47,5        | -10,2       |
|                              | Josef Dittrich                    | Staročeši                         | 385         | 46,7        | -11,1       |
| neplatné a prázdné hlasy     | neplatné a prázdné hlasy          | neplatné a prázdné hlasy          | 0           | 0,0         |             |
| Celkem/účast                 | Celkem/účast                      | Celkem/účast                      | 825         | 80,8        | -3,8        |
|                              | Ústavověrní získali od staročechů | Ústavověrní získali od staročechů | ±           |             |             |
|                              | Ústavověrní získali od staročechů | Ústavověrní získali od staročechů | ±           |             |             |

### Volby 1872
| Zemské volby 1872        |                          |                          |             |             |             |
| Kandidát                 | Kandidát                 | Strana                   | První volba | První volba | První volba |
| Kandidát                 | Kandidát                 | Strana                   | Hlasy       | %           | ±%          |
|                          | Josef Dittrich           | Staročeši                | 433         | 57,8        | -8,8        |
|                          | Karel Seeling            | Staročeši                | 432         | 57,7        | -9,5        |
|                          | Eduard Schubert          | Ústavověrný              | 316         | 42,2        | +9,7        |
|                          | Michael Achtner          | Ústavověrný              | 315         | 42,1        |             |
|                          | roztříštěné hlasy        | roztříštěné hlasy        | 5           | 0,7         |             |
| neplatné a prázdné hlasy | neplatné a prázdné hlasy | neplatné a prázdné hlasy | 3           | 0,4         |             |
| Celkem/účast             | Celkem/účast             | Celkem/účast             | 752         | 84,6        | +5,0        |
|                          | Staročeši obhájili       | Staročeši obhájili       | ±           |             |             |
|                          | Staročeši obhájili       | Staročeši obhájili       | ±           |             |             |

### Volby 1870
| Zemské volby 1870        |                                    |                                    |             |             |             |
| Kandidát                 | Kandidát                           | Strana                             | První volba | První volba | První volba |
| Kandidát                 | Kandidát                           | Strana                             | Hlasy       | %           | ±%          |
|                          | Karel Seeling                      | Staročeši                          | 457         | 67,2        | +20,4       |
|                          | Josef Dittrich                     | Staročeši                          | 453         | 66,6        | +19,9       |
|                          | Karl Marouschek                    | Ústavověrný                        | 228         | 33,5        |             |
|                          | Eduard Schubert                    | Ústavověrný                        | 221         | 32,5        | -20,1       |
|                          | roztříštěné hlasy                  | roztříštěné hlasy                  | 1           | 0,1         |             |
| neplatné a prázdné hlasy | neplatné a prázdné hlasy           | neplatné a prázdné hlasy           | 0           | 0,0         |             |
| Celkem/účast             | Celkem/účast                       | Celkem/účast                       | 680         | 79,6        | +6,2        |
|                          | Staročeši získali od ústavověrných | Staročeši získali od ústavověrných | ±           |             |             |
|                          | Staročeši získali od ústavověrných | Staročeši získali od ústavověrných | ±           |             |             |

### Volby 1867 (březen)
| Zemské volby 1867 (březen) |                                   |                                   |             |             |             |
| Kandidát                   | Kandidát                          | Strana                            | První volba | První volba | První volba |
| Kandidát                   | Kandidát                          | Strana                            | Hlasy       | %           | ±%          |
|                            | Karl Junek                        | Ústavověrný                       | 279         | 53,3        | +12,4       |
|                            | Eduard Schubert                   | Ústavověrný                       | 275         | 52,6        | +11,5       |
|                            | Karel Seeling                     | Staročeši                         | 245         | 46,8        | -11,2       |
|                            | Josef Dittrich                    | Staročeši                         | 244         | 46,7        | -11,5       |
|                            | roztříštěné hlasy                 | roztříštěné hlasy                 | 1           | 0,2         |             |
| neplatné a prázdné hlasy   | neplatné a prázdné hlasy          | neplatné a prázdné hlasy          | 0           | 0,0         |             |
| Celkem/účast               | Celkem/účast                      | Celkem/účast                      | 523         | 73,4        |             |
|                            | Ústavověrní získali od staročechů | Ústavověrní získali od staročechů | ±           |             |             |
|                            | Ústavověrní získali od staročechů | Ústavověrní získali od staročechů | ±           |             |             |

### Volby 1867 (leden)
| Zemské volby 1867 (leden) |                                    |                                    |             |             |             |
| Kandidát                  | Kandidát                           | Strana                             | První volba | První volba | První volba |
| Kandidát                  | Kandidát                           | Strana                             | Hlasy       | %           | ±%          |
|                           | Josef Dittrich                     | Staročeši                          | 245         | 58,2        |             |
|                           | Karel Seeling                      | Staročeši                          | 244         | 58,0        |             |
|                           | Eduard Schubert                    | Ústavověrný                        | 173         | 41,1        | -9,4        |
|                           | Karl Junek                         | Ústavověrný                        | 172         | 40,9        |             |
|                           | roztříštěné hlasy                  | roztříštěné hlasy                  | 7           | 1,7         |             |
| neplatné a prázdné hlasy  | neplatné a prázdné hlasy           | neplatné a prázdné hlasy           | 0           | 0,0         |             |
| Celkem/účast              | Celkem/účast                       | Celkem/účast                       | 421         |             |             |
|                           | Staročeši získali od ústavověrných | Staročeši získali od ústavověrných | ±           |             |             |
|                           | Staročeši získali od ústavověrných | Staročeši získali od ústavověrných | ±           |             |             |

### Doplňovací volby 1865
| Doplňovací zemské volby 1865 |                                   |                                   |             |             |             |
| Kandidát                     | Kandidát                          | Strana                            | První volba | První volba | První volba |
| Kandidát                     | Kandidát                          | Strana                            | Hlasy       | %           | ±%          |
|                              | Eduard Schubert                   | Ústavověrný                       | 235         | 50,4        |             |
|                              | František Dittrich                | Staročeši                         | 231         | 49,6        |             |
| neplatné a prázdné hlasy     | neplatné a prázdné hlasy          | neplatné a prázdné hlasy          | 0           | 0,0         |             |
| Celkem/účast                 | Celkem/účast                      | Celkem/účast                      | 466         | 76,8        | +11,1       |
|                              | Ústavověrní získali od staročechů | Ústavověrní získali od staročechů | ±           |             |             |

### Doplňovací volby 1862
| Doplňovací zemské volby 1862 |                                    |                                    |             |             |             |
| Kandidát                     | Kandidát                           | Strana                             | První volba | První volba | První volba |
| Kandidát                     | Kandidát                           | Strana                             | Hlasy       | %           | ±%          |
|                              | Wenzel Worowka                     | Ústavověrný                        | 259         | 68,0        | '           |
|                              | Václav Bělský                      | Staročeši                          | 115         | 30,2        |             |
|                              | roztříštěné hlasy                  | roztříštěné hlasy                  | 7           | 1,8         |             |
| neplatné a prázdné hlasy     | neplatné a prázdné hlasy           | neplatné a prázdné hlasy           | 0           | 0,0         |             |
| Celkem/účast                 | Celkem/účast                       | Celkem/účast                       | 381         | 65,7        |             |
|                              | Ústavověrní získali od nezávislého | Ústavověrní získali od nezávislého | ±           |             |             |

### Volby 1861
| Zemské volby 1861        |                                |                                |             |             |             |
| Kandidát                 | Kandidát                       | Strana                         | První volba | První volba | První volba |
| Kandidát                 | Kandidát                       | Strana                         | Hlasy       | %           | ±%          |
|                          | Anton Forgách                  | nezávislý                      | 513         | 99,4        |             |
|                          | Adolf Maria Pinkas             | Staročeši                      | 369         | 71,5        |             |
|                          | Vinzenz Falk                   | Ústavověrný                    | 138         | 26,7        |             |
| neplatné a prázdné hlasy | neplatné a prázdné hlasy       | neplatné a prázdné hlasy       | 0           | 0,0         |             |
| Celkem/účast             | Celkem/účast                   | Celkem/účast                   | 516         |             |             |
|                          | nezávislý získal (nový obvod)  | nezávislý získal (nový obvod)  | ±           |             |             |
|                          | Staročeši získali (nový obvod) | Staročeši získali (nový obvod) | ±           |             |             |